# بخش باشتین
بخش باشتین به مرکزیت شهر ریوند از توابع شهرستان داورزن می‌باشد.

## تقسیمات کشوری
بخش باشتین بر اساس مصوبهٔ هیئت وزیران در تاریخ ۲۶ اردیبهشت ۱۳۹۱ تأسیس شد. این بخش در حال حاضر، دارای دو دهستان است:
- باشتین
- مهر